# Heinrich-Middendorf-Oberschule Aschendorf
Die Heinrich-Middendorf-Oberschule Aschendorf ist eine Oberschule in Aschendorf, einem Stadtteil der niedersächsischen Stadt Papenburg. 230 Schüler werden von 33 Lehrern unterrichtet. Seit 2005 ist sie eine eigenverantwortliche Schule im niedersächsischen Projekt „Erweiterte Eigenverantwortung in Schulen und Qualitätsvergleiche in Bildungsregionen und Netzwerken“.
Die Schule ist nach Heinrich Middendorf benannt, einem Gerechten unter den Völkern.

## Geschichte
Die Schule wurde 1897 als private Rektoratsschule für die Klassen Sexta, Quinta und Quarta (5–7) in der damals selbständigen Gemeinde Aschendorf gegründet. Nach dem Ersten Weltkrieg kamen dann die Untertertia und die Obertertia hinzu.
Nach der Machtübernahme der Nationalsozialisten wurde die Schule wegen ihrer katholischen Ausrichtung verboten, am 1. April 1939 wurde sie als öffentliche Mittelschule wieder eröffnet. Gegen Ende des Zweiten Weltkrieges wurde die Schule als Lazarett verwendet und nahm erst nach einer vierjährigen Zwangspause am 1. April 1949 als Mittelschule Aschendorf den Unterricht wieder auf. 1952 erhielt Aschendorf Stadtrechte und war bis 1972 Kreisstadt. 1965 wurde in Niedersachsen die Bezeichnung des Schultyps „Mittelschule“ gesetzlich in „Realschule“ geändert. In der  Gebietsreform in Niedersachsen wurde die damalige Samtgemeinde Aschendorf zum 1. Januar 1973 aufgelöst und in die Stadt Papenburg eingegliedert, in der sie seither einen Stadtteil bildet.
1997 wurde die Schule nach ihrem ehemaligen Schüler Heinrich Middendorf in Heinrich-Middendorf-Realschule Aschendorf umbenannt. Nach der Zusammenlegung mit der Hauptschule (Amandusschule) am 1. August 2007 trug die Schule den Namen „Heinrich-Middendorf-Schule Aschendorf“ und bestand aus einem Hauptschul- und einem Realschulzweig. Mit Beginn des Schuljahres 2011/2012 wurde die Schule umgewandelt in eine Oberschule und trägt seitdem den Namen „Heinrich-Middendorf-Oberschule Aschendorf“.
Schulleiterin von 1995 bis 2007 war Marita Niehoff. 2007 wechselte Erika Behrens von der Papenburger Realschule zur Heinrich-Middendorf-Schule und war bis 2015 Schulleiterin. Stellvertretender Schulleiter war bis 2016 Paul Thoben. Zum Schuljahr 2015/2016 ging Erika Behrens in Pension, Nachfolger wurde Claus Huth. Im Schuljahr 2020/21 wurde Regierungsschulrätin Regina Kurz zur Oberschulrektorin ernannt, stellvertretende Schulleiterin ist seit 2016 Sandra Schulte.

## Fremdsprachenunterricht
An der Schule wird als erste Fremdsprache ab Klassenstufe fünf Englisch und als zweite ab Klassenstufe sechs Französisch als Wahlpflichtfach angeboten.

## Partnerschaften
- Collège La Fayette in Rochefort, Frankreich
- Publiczna Szkola Podstawowa Nr 4 in Strzelin, Polen
- Scholengemeenschap Winkler Prins in Veendam, Niederlande

## Bekannte ehemalige Schüler
- Heinrich Middendorf SCJ (1898–1972), Gerechter unter den Völkern, Herz-Jesu-Priester, Rektor in Stegen, Missionar im Kongo